# 佐藤拓朗
佐藤 拓朗（さとう たくろう、1950年 - ）は、日本の通信ネットワークの研究者。早稲田大学理工学術院総合研究所特任研究教授。専門は無線通信、通信ネットワーク。学位は工学博士（新潟大学・1973年）。日本シミュレーション学会フェロー、電子情報通信学会フェロー、IEEEフェロー。

## 略歴
1973年に新潟大学工学部を卒業し、工学博士の学位を取得した。1973年には、沖電気工業株式会社開発本部に入社し、そこでミリ波、準ミリ波無線PCN伝送装置、自動車電話、携帯端末、セルラシステム、セルラー高速データ通信、ディジタル信号処理方式の研究開発に従事した。1985年から1989年にセルラー高速データ通信の国際標準化（ITU）提案と標準化活動、1999年にTDMA方式セルラー高速データ通信の米国標準化委員会へ提案と標準化活動、1990年から1995年にパーソナル通信向け米国2GHz帯セルラー広帯域CDMA方式(W-CDMA)の開発と米国TIA標準化提案、標準化活動に努めた。1995年に米国TIAにてIS-665とし標準化採用された。1995年に新潟工科大学教授に着任し、そこでOFDM方式の研究開発に従事した。2000年には、産学連携にて高速無線LANチップ会社、キーストリーム社を設立した。また、2001年には無線システム設計会社WiViComを設立した。2004年に早稲田大学大学院国際情報通信研究科の教授となった。早稲田大学基幹理工学部情報通信学科教授として第5世代移動通信方式の研究、次世代ネットワークの研究、国際標準などの研究に従事した。著書「CDMA方式の基礎から応用」「OFDM方式の基礎から応用」「移動通信のキーテクノロジー」「Smart Grid Standards」などに携わった。2020年9月19日に最終講義をおこなった。2020年から2022年に、早稲田大学国際情報通信研究センター兼任研究員として研究に従事した。